# Научно-исследовательский институт автоматической аппаратуры имени академика В. С. Семенихина
Акционерное общество «Научно-исследовательский институт автоматической аппаратуры имени академика В. С. Семенихина» (АО «НИИАА») — предприятие, осуществляющее разработку автоматизированных систем управления, как военного назначения, так и гражданского. Расположено в ЮЗАО города Москвы.

## История
В 1956 году для работ по созданию автоматизированных систем управления (АСУ) был создан НИИ-101 Министерства радиотехнической промышленности СССР.
За 1950—1960-е годы институтом была разработана первая АСУ зенитно-ракетными комплексами (ЗРК). В 1960—1970-е годы была создана АСУ для обеспечения управления не только ЗРК, но и авиации.
В 1970—1980-х годах институтом совместно с другими предприятиями отрасли изготовлены и введены в эксплуатацию командная система управления (в том числе комплексы и средства автоматизации для высшего звена управления и система обмена данными вооружённых сил), информационно-расчётная система и другие АСУ военного назначения. Функционирование этих систем осуществляется на основе разработанной единой системы протоколов информационного обмена. За проделанную работу 28 февраля 1980 года институт награждён орденом Трудового Красного Знамени.
Долгое время институтом руководил академик Владимир Сергеевич Семенихин, за его вклад в разработку и создание АСУ в 1991 году институт переименован в НИИ автоматической аппаратуры имени академика В. С. Семенихина.
В 2004 году НИИАА разработан специальный комплекс средств автоматизации системы государственного управления, за что 27 сентября 2005 года коллективу института объявлена благодарность Президента Российской Федерации.
За годы работы НИИАА выполнил и внедрил в серийное производство более 300 разработок, а сотрудники института были удостоены многих наград, среди них: 9 лауреатов Ленинской премии, 52 — Государственной премии СССР, 2 — премии Правительства РФ, 3-м сотрудникам присвоено звание Героев Социалистического Труда, 4-м — «Заслуженный деятель науки РФ», 1256 сотрудников награждены различными орденами и медалями.

## Направление деятельности
За годы своей деятельности НИИАА была существенно развита отрасль знаний — системотехника. При институте действует диссертационный совет по рассмотрению докторских и кандидатских диссертаций, функционирует базовая кафедра МИРЭА.
В настоящее время институтом проводятся работы по модернизации действующих систем и созданию перспективной, интегрированной АСУ вооружёнными силами с использованием современных передовых информационных технологий. Идут работы по созданию типовых комплексов средств автоматизации для стационарных и мобильных объектов государственного и военного назначения с обменом информацией по цифровым каналам связи. Особое внимание уделяется и информационной безопасности.
НИИАА занимается производством высоконадёжных, отказоустойчивых базовых вычислительных комплексов, функционирующих под управлением отечественной защищённой операционной системы, а также высокопроизводительных центров коммутации телекоммуникационной сети и семейства взаимоувязанных геоинформационных систем.

## Ведущие учёные и специалисты
- Николай Иванович Белов

## Руководители
- Сергей Михайлович Дорофеев — генеральный директор АО «НИИАА»